# Schweinschied
Schweinschied ist eine Ortsgemeinde im Landkreis Bad Kreuznach in Rheinland-Pfalz. Sie gehört der Verbandsgemeinde Nahe-Glan an.

## Geographie
Das Straßendorf liegt im Nordpfälzer Bergland südwestlich des 393 Meter hohen Ringbergs. 37,2 Prozent der Gemarkungsfläche sind bewaldet. Im Norden befindet sich Hundsbach, im Osten Jeckenbach, im Süden Löllbach und westlich liegt Hoppstädten.

## Geschichte
Schweinschied wurde im Jahr 1388 erstmals urkundlich erwähnt.
Von 1816 bis 1866 gehörte Schweinschied zum Oberamt Meisenheim der Landgrafschaft Hessen-Homburg und kam mit diesem 1866 zu Preußen.
Bevölkerungsentwicklung
Die Entwicklung der Einwohnerzahl von Schweinschied, die Werte von 1871 bis 1987 beruhen auf Volkszählungen:
| Jahr | Einwohner |
| 1815 | 202       |
| 1835 | ~230      |
| 1871 | 260       |
| 1905 | 304       |
| 1939 | 258       |
| 1950 | 270       |

| Jahr | Einwohner |
| 1961 | 237       |
| 1970 | 245       |
| 1987 | 227       |
| 1997 | 216       |
| 2005 | 190       |
| 2023 | 142       |

## Politik

### Bürgermeister
Julia Konrad wurde im Juli 2024 Ortsbürgermeisterin von Schweinschied.
Bis dahin war das Amt des Ortsbürgermeisters vakant. Torsten Venter war am 25. Juni 2019 durch den Gemeinderat gewählt worden, nachdem bei den Kommunalwahlen am 26. Mai 2019 kein Kandidat angetreten war. Er war damit Nachfolger von Gerhard Fritz, der nicht mehr kandidiert hatte. Mit Wirkung zum 31. Juli 2020 trat Venter von seinem Amt zurück, wodurch eine Neuwahl erforderlich wurde. Da für eine am 18. Oktober 2020 vorgesehene Urwahl keine gültiger Wahlvorschlag eingereicht wurde, oblag die Wahl gemäß Gemeindeordnung nun dem Rat. Da dieser ebenfalls keinen Bewerber fand, wurde in der Gemeinderatssitzung am 15. Oktober beschlossen, dass der Erste Beigeordnete Egon Klein die Amtsgeschäfte weiter führt, und zur Entlastung der Beigeordnete Klaus Eckert sowie die anderen Gemeinderatsmitglieder definierte Aufgabengebiete übernehmen.

## Kultur und Sehenswürdigkeiten
Am Hang des Ringbergs befindet sich ein 50 Hektar großes Naturschutzgebiet. Der 1999 angelegte Streuobst- und Naturlehrpfad führt zum Römerdenkmal, einem aus dem Felsen geschlagenem Nischengrabmal. Es handelt sich um das größte Natursteindenkmal nördlich der Alpen.
Siehe auch: Liste der Kulturdenkmäler in Schweinschied